# 公共关系
公共关系（英語：Public Relations），或称公众关系、機構傳訊，通常簡稱PR或公关，是指有关著名人物、商业机构、政府、非牟利机构等各种组织，通过运用各种信息传播方式与其内外公众进行双向沟通，在组织与公众之间建立相互了解和依赖的关系，以树立良好组织形象的活动。通过公共关系活动，组织可以改善与公众的关系、增进公众对其了解、理解、信任和支持，从而促进组织目标的实现。
機構在碰到問題時冷漠以對、缺乏誠信或者處理不當，可能對機構的聲譽、形象以及實質收益造成巨大的負面影響，而這種負面影響又稱公關災難，公關災難一個例子是在1994年10月，美國弗吉尼亞州Lynchburg College數學系教授Thomas Nicely在研究做為孿生質數倒數之和的布朗常數時，發現用電腦處理長除法時一直出錯。他用一個數字去除以824,633,702,441時，答案一直是錯誤的。事後發現原因是英特爾為了加速運算，將整個乘法表燒錄在處理器上面，但是2048個乘法數字中，有5個輸入錯誤。由於Intel一開始時對Nicely反映的問題冷漠以對，使得這件事情最終演變成一場公關災難，迫使Intel建立召回計畫來回收有問題的處理器，並導致Intel在1994年受到4.75億美元的損失，而導致此次公關災難的錯誤，即所謂的奔騰浮點除錯誤。

## 定义
由于认识角度和理解的不同，不同学者对公共关系这个概念产生了不同的定义。20世纪70年代中期，美国著名的公共关系学者莱克斯·哈罗（Rex Harlow）博士就搜集到472个公共关系的定义。公共关系的定义大致可以分为以下几种类型：
（一）职能说/管理说
这类定义主要从公共关系的应用功能和作用来认识，阐述它的基本特征。强调公共关系在组织的生存和发展中担当着管理职能。
比较著名的是莱克斯·哈罗博士所提出的定义：公共关系是一种特殊的管理职能。国际公共关系协会同样认为公共关系是一种管理职能，其定义是：公共关系是一种管理功能，它具有连续性和计划性。
（二）传播说
这一类定义则强侧重于公共关系的传播属性，认为公共关系是社会组织与公众的一种传播沟通方式。比较有代表性的是英国著名的公共关系学专家弗兰克·杰夫金斯（Frank  Jefkins）和美国学者约翰·马斯顿（John Marston）。他们强调的是公共关系的手段，把“传播”作为公共关系必不可少的一种工具。
（三）传播管理说
“传播管理说”是将“管理说”和“传播说”相结合，强调公共关系是组织的一种特定的传播管理行为和职能。公共关系专家詹姆斯·格鲁尼格（James Grunig）认为：“公共关系是一个组织与其相关公众之间的传播管理。”
（四）咨询说
这类定义侧重公共关系的决策和咨询功能。最有代表性的是国际公共关系协会于1978 年发表的《墨西哥宣言》:“公共关系是一门艺术和社会科学。它分析趋势，预测后果，向机构领导人提供意见，履行一系列有计划的行动，以服务于本机构和公众的共同利益。”
（五）关系说
这类观点认为“关系”体现公共关系的本质属性，公共关系是一种特定的社会关系，正确认识公众关系、处理公众关系是开展公共关系的出发点和归宿。公共关系先驱爱德华·伯内斯（Edward Bernay）曾说：“公共关系是一种处理一个组织与公众或者是决定该组织活力的公众之间的关系的职业。”美国普林斯顿大学公共关系教授蔡尔兹（H.L.Chils）认为：“公共关系是我们从事的各种活动、所发生的各种关系的统称，这些活动与关系都是公众性的，并且都有其社会意义。”
（六）形象说
通常情况下组织的公共关系活动都是为了获得公众的注意、赞赏和支持，因此公共关系最终的目的是塑造组织的良好形象。“形象说”认为“公共关系是组织为了塑造良好形象，通过传播沟通手段来影响公众的科学和艺术。”
（七）协调说
“协调说”认为公共关系主要是协调组织与公众之间的社会关系，“维持企业的盈利性和社会性平衡就是公共关系。”

## 历史

### 古代起源
许多学者认为，公共关系的起源可以追溯到人类古代文明早期，“与人类社群的形成同时发生”。在各个古代文明中都有蕴含公共关系特征的事件出现。
在中国古代，被认为是公共关系活动的事件是《尚书·甘誓》中记述的夏启在伐有扈氏的甘之战（公元前21世纪）中发布的战前动员令和《尚书》记述的盘庚迁都（公元前13世纪）中商王盘庚采取的说服和动员内外公众的活动；
在美索不达米亚文明中，出土了公元前18世纪，记录了传播先进农耕技术、帮助农民更好利用土地的黏土片，被认为是公共关系活动最早的历史事件；
在古希腊，亚里士多德在公元前4世纪完成的《修辞学》被认为是最早的公共关系著作；
在古罗马，凯撒大帝在公元前59年发布的《高卢战记》被认为是公共关系实务宣传的“第一流著作”。

### 现代诞生
注意：“现代诞生”中的“现代”不是特定历史时间概念上的范畴，而是指现代意义上的公共关系。

#### 早期事件
「公共關係」一詞首見於1807年美國總統湯瑪斯·傑佛遜的國會演說。也有学者认为，“公共关系”一词最早出现于“1897年铁路文学年鉴”。（1897 Year Book of Railway Literature）
1773年12月波士顿倾茶事件由于带有“试图影响公众”的属性，被认为是早期的公共关系事件。1784年3月，英国贵族乔治亚娜·卡文迪什，德文郡公爵夫人在英国大选中通过媒体宣传和各种社会活动协助绯闻情夫查爾斯·詹姆士·福克斯競選并最终获胜，被认为是早期公共关系实践的经验。
19世纪60年代，美国各大铁路公司为顺利完成铁路建造任务，开始使用公关手段协调政府机构、议员、工人和记者等各方的关系。
1889年，美国第一家企业公共关系部门由西屋电气公司成立；同年，乔治·威斯汀豪斯为宣传他的项目成立了史上第一个公共关系部门。
1900年，美国波士顿宣传局（Publicity Bureau）设立，被认为是史上第一个国家公共关系机构。

#### 标志性事件
1903年，“现代公共关系学之父”艾维·李（Ivy Lee）创办了历史上第一家公共关系事务所，成为第一个职业公共关系人员，开启了公共关系职业化进程，1906年，艾维•李发表了著名的《原则宣言》（Declaration of Principles）。
1923年, “公共关系理论之父”爱德华·伯内斯（Edward Bernay）出版了被视为公共关系理论正式诞生的标志的《舆论之凝结》一书，由此被公认为是公共关系学的创始人。同年，其在纽约大学首次讲授公共关系课程。爱德华·伯内斯开启了公共关系作为一门独立学科的进程。
1937年，美国斯坦福大学首次开设公共关系学专业，公共关系学作为一门学科正式诞生。1947年，美国波士顿大学创办史上首所公共关系学院，开启了公共关系学硕士、博士研究生教育。
1947年，史上首个公共关系协会美国公共关系协会（PRSA）成立；1955年.国际公共关系协会（IPRA）在英国伦敦正式成立。

#### 理论成熟史
| 发展阶段 | 人物/时期       | 时代概述         | 其它                   |
| -------- | --------------- | ---------------- | ---------------------- |
| 孕育阶段 | 巴纳姆          | “公众受愚弄”时代 | “凡宣传皆好事”         |
| 产生阶段 | 艾维•李         | “说真话”时代     | “公众必须被告知”       |
| 发展阶段 | 爱德华•伯内斯   | “投公众所好”时代 | 一切以公众态度为出发点 |
| 成熟阶段 | 斯科特•卡特李普 | “双向对称”时代   | “开放系统”             |

#### 当代表征
在职业上，公共关系部门主要从事组织机构信息传播，关系协调与形象管理事务的咨询、策划、实施和服务的管理职能。包括选创组织的成功，降低组织失败的影响，宣布变更等等。與華人社會中的面子类似。
在学科上，由于社会分工不断细化，公關人員的重要性愈顯增加，許多大專院校紛紛成立公共關係學系，為社會培養不同領域的公關人才。公关行业的性质使其不可避免地与大众媒体之间具有密切联系。在市场营销学体系中，公共关系是企业机构唯一一项用来建立公众信任度的工具。
在传播方式上，隨著多媒體應用的普及，公共关系信息的传播开始呈现即时性、渠道多样化等特点。無論是企業或公營機構都開始利用多個社交平台作傳訊用途，正因訊息在網絡上的傳遞快，大大增加公關危機的機會。在香港，網民戲稱公關災難為「關公災難」。

## 结构与特征

### 结构（三要素）
许多学者认为，公共关系可以分为三个（结构）要素：组织（主体）、公众（客体）、传播沟通（媒介）。
组织
组织是公共关系的主体，是指为了完成某种社会目标，按照一定的宗旨、原则和形式有计划建立和运行的，以人为基本单位相对独立的社会实体。是所有公共关系活动的主要承担者和具有主导性的执行者。组织可以分为政治组织、经济组织、教科文组织、群众组织、宗教组织和社区组织等。
公众
公众是公共关系的客体，是指“任何因面临某个共同问题而形成的, 有着某种共同利益并对某一特定组织的工作产生互动效应的社会群体。”是公共关系活动中处于相对被动地位的传播沟通对象。公共关系中公众具有同质性、可变性、整体性、多样性的特征。公共关系中公众的分类见下表：
| 公共关系中公众的分类   | 公共关系中公众的分类 | 公共关系中公众的分类 | 公共关系中公众的分类           | 公共关系中公众的分类 |
| ---------------------- | -------------------- | -------------------- | ------------------------------ | -------------------- |
| 按公众与组织的内外关系 | 按公众对组织的态度   | 按公众对组织的重要性 | 按公众与组织发生关系的时间频率 | 按组织对公众的态度   |
| 内部公众               | 顺意公众             | 首要公众             | 临时公众                       | 受欢迎的公众         |
| 外部公众               | 逆意公众             | 次要公众             | 周期公众                       | 不受欢迎的公众       |
|                        | 边缘公众             | 一般公众             | 稳定公众                       | 追求的公众           |

传播沟通
传播沟通是公共关系的媒介，是连接主客体的桥梁。公共关系传播突出特点是具有信息交流的双向性。传播方式可分为大众传播、组织传播和人际传播。

### 特征
（一）以社会组织为主体
公共关系的重要特征是以社会组织为主体，这是公共关系区别于其他关系的根本。
（二）以形象、美誉为目标
公共关系作为组织的一种管理职能，其目的在于争取公众的赞誉与认同，迎得公众的理解、支持与合作。
（三）以互惠为原则
人的需要是人的本性，“没有需要，就没有生产”，也就没有社会关系。公共关系是由社会组织和公众双方利益的需要而建立起来的一种社会关系形态，而社会关系的协调平衡本身就有关系双方需要互补的要求。
（四）以长远为方针
1、公共关系不是短期行为。2、社会组织要想得到公众的认同与支持也不是一朝一夕就能办到的。3、投入、产出不同步。
（五）以真诚为信条
在人际交往中，真诚最能获得他人的信任，社会组织要获得公众的信任，也要真诚地对待他的公众。
（六）以沟通为手段
调解手段按其灵活性程度可概括为两种: 柔性手段和钢性手段。公共关系作为一种传播沟通活动，一般都采用柔性手段调节彼此双方的关系，除非万不得已，公共关系不采用钢性手段。

## 作用
对组织的作用
（一）采集信息，监测环境
采集信息：信息是预测和决策的基础，要发挥组织面临社会事件的提前预警功能，就要充分地采集和掌握环境信息。包括产品形象信息、组织形象信息、组织运行状态和发展趋势信息、社会环境信息和有关公众的信息等。
监视环境：第一阶段采集的信息只有在经过加工、整理和分析后，才能真正发挥其作用，具体可以发挥监测政府决策趋势、监测社会环境变化趋势和监测竞争对手的发展动态等作用。
（二）引导舆论，塑造形象
通过公关活动，组织可以实现引导公众理解并接受自己：组织可以通过介绍、宣传来提高自己在公众中的认知度和认可度；提倡维护产品在公众心目中的良好形象；在组织形象游离不定甚至受损时，可以通过公共关系活动，根据实际情况采取相应的措施来引导舆论，重塑形象。
（二）沟通内外，协调关系
公共关系活动可以帮助组织协调与外部公众的关系：减少与普通公众、政府、媒体、企业和其它组织之间的摩擦和冲突，增进和其它主体之间的关系；还可以协调和内部公众的关系，增加组织内部的凝聚力，促进组织内部团结。
对个人和社会的作用
此外公共关系对个人来说，可以使得个人产生注重个人形象、尊重他人和团体合作的观念；提高个人的交际能力、自我调节能力和应变能力。对社会来说可以净化社会的风气，调控社会中的不良行为，促进社会整体效益的提高，促进民主政治的发展，提升社会整体道德水平。

## 主要理论与方法
（一）双向对称理论（Double- Way Symmetry）
该理论的诞生是现代公共关系理论成熟的重要标志，主要倡导者是斯科特•卡特李普。该理论认为公共关系一方面需要把组织的想法与信息传播给公众；另一方面把公众的想法与信息反馈给组织。实现双向沟通与沟通，从而产生对称平衡的良好环境。以在组织与公众之间形成一种和谐的关系。

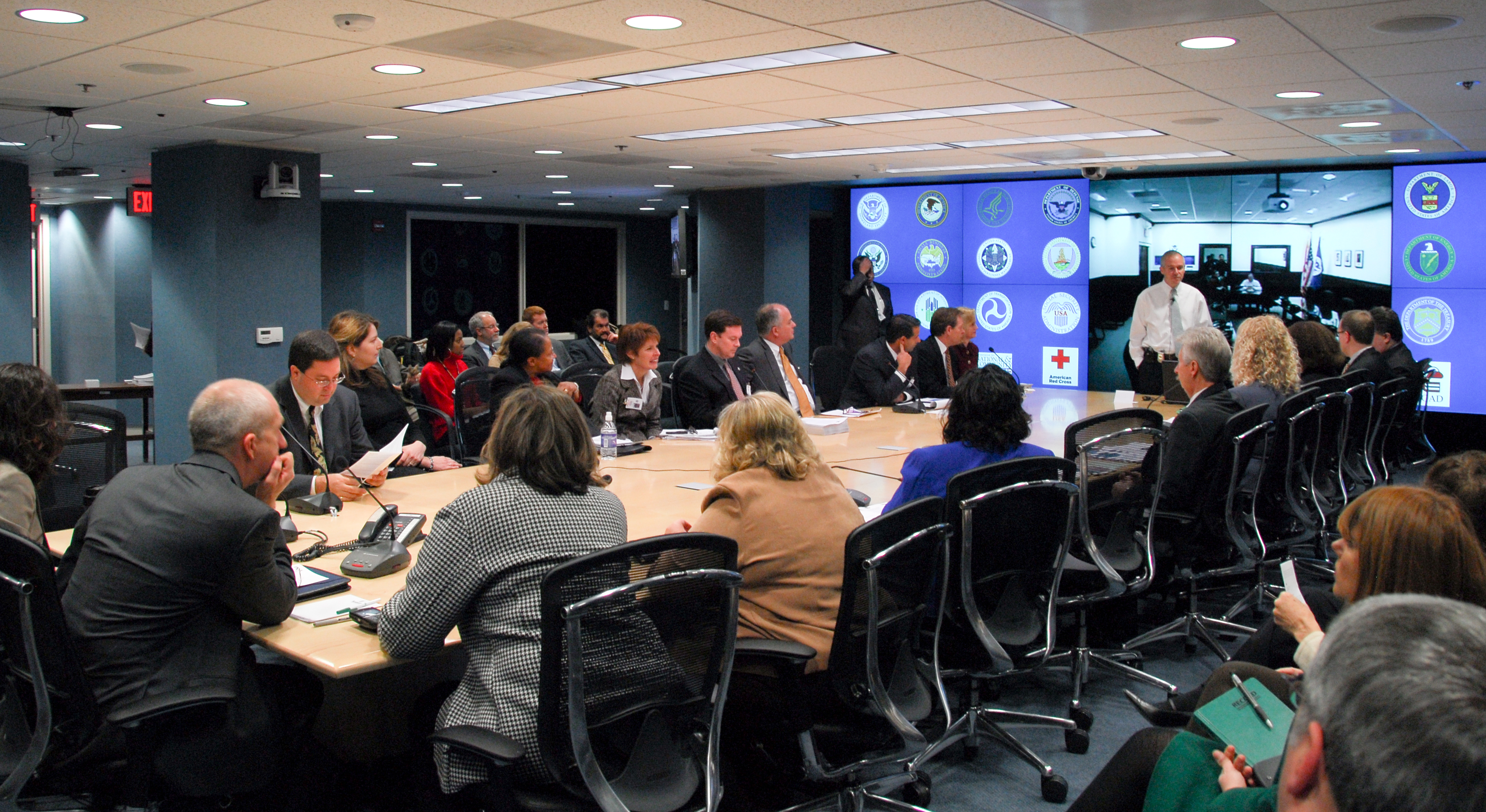
美國聯邦緊急事務管理署（FEMA）的公關會議／Washington, DC, December 6, 2007

（二）公共关系工作六部曲（Six Steps Of Public  Relations Work）
“公共关系工作六步曲” ：“估计形势——确定目标——确认公众——选择传播媒介与技巧——编制预算方案——评价结果。该理论从公共关系决策管理层面解决了管理过程和管理环节上的理论问题。
（三）RACE 公式（RACE Model）
“RACE”是公共关系活动的四个主要环节: R（Research ）研究；A（A ct ion）行动；C（Communication）传播； E（Evaluation）评估。
（四）公共关系目标管理（Management of PR′s Objective）
公共关系管理三项基本目标 ：领先指标（Leading indicator），这是公共关系人员对公共关系项目实施结果的一种预测和估计；线性指标（Linearity indicator），这是公共关系人员按照组织所面临的问题，采用符合组织实际情况的方法，来进行公共关系活动，实现所应达到的目标；趋势指标（Trend indicators），这是指公共关系管理者根据已经取得的成果（即公共关系活动绩效）来展望今后的组织所面临的公共关系状态。
（五）公共关系管理阶段理论（Management of PR Process）
1982 年柯特利普和森特在公共关系管理上提出了“四段论”模式。他们认为公共关系管理应该是:寻找事实和反馈信息；提出公共关系计划项目；开展公共关系活动和进行信息传播；对于公共关系活动效果进行评估。他们强调，“组织与公众的良好关系必经过精心的策划， 必须经过特定的步骤和过程才能完成”。
汉尼斯（J. Haynes） 等人也提出了公共关系管理“五段论”。具体内容为:树立发现问题的意识；对问题进行限定；分析有目的的选择以及可能的结果；评估方案和选择行动的契机；对公共关系方案进行验收。
（六）格罗尼公式（Gruning′s Model）
格罗尼认为， 以上公共关系管理模式都缺乏更深入细致的分析。公共关系管理公式应该是:“觉察”→“构筑”→“规定”→“选择”→“确认”→“行为”→“觉察”。
（七）杰夫金斯的公共关系计划管理（Planning and Managing Public Relations）
杰夫金斯提出，在进行公共关系计划时，必须注意四个法则:确定公共关系工作的目标，这个目标要符合实际情况，与预期结果相一致；估计所花费的人力、时间与资金；选择成员、时机来实施项目；确定项目实施的可能性，如人力、设备和预算等等，从而实现公共关系计划管理的基本内容。
（八）网络公共关系（Web Public Relations）
20世纪末21世纪初，随着互联网的广泛应用，导致人类在传播沟通领域经历了一场革命。米德伯格（D. Middleberg）是第一代网络公共关系专家中的典型代表。

## 当代学派

### 黄懿慧的分类
公共关系专家黄懿慧按照“有一群特定领域的人物及著作、这些人物的论述足以形成一个总体的理念、价值观或技术，以影响其他的学术研究者”这两个标准，认为美国的公共关系存在三个典型：流派管理学派 、语艺修辞学派和整合营销传播学派（Management Perspective、Rhetorical Perspective、Integrated marketing communications）。
管理学派
管理学派认为公共关系是组织与其相关公众间沟通的管理，强调在公关活动中组织应该发挥管理功能以解决沟通问题，认为公共关系必须进入组织的权力中心，提出“双向对等沟通模式”、“混合动机模式”和“策略管理”等理念。兼顾组织与公众的利益，用非对抗方式解决问题。主张公共关系的工作内容是进行情景分析、策略管理、双向沟通、协商、谈判。
语艺学派（语艺/修辞学派）
语艺学派认为公共关系是组织的“修辞者”，强调组织形象与名誉管理，认为公关人员必须发挥实用性功能，争取组织与客户利益；同时还需发挥保守性功能，说服公众采纳组织的意见。主张公共关系的工作内容是进行组织定位与知名度宣传工作、制作符号，标语和口号、进行意识形态的区隔。
整合行销传播学派
整合行销传播学派亦认为公共关系是“对所有有关产品或服务的消息来源，进行整合管理， 增加或维持顾客购买行为以及维持品牌忠诚度”。重视“数据库行销”与一对一传播，强调“单一信息”，认为公关业务主要是要处理“营销推广”的问题，目的是为了增加产品销售、服务使用，主张公共关系的工作内容是品牌接触与讯息传递。
|                  | 代表院校            | 代表学者                                                                                               | 著作 |
| ---------------- | ------------------- | --- | --- |
| 管理学派         | 马里兰大学          | 詹姆斯·格鲁尼格 Larissa Grunig David Dozier William Ehling Fred Repper Gen Broom                       | Grunig, J. E., & Hunt, T. (1984). Managing public relations Grunig, J. E. (ed.)(1992). Excellence in public relations and communication management. NJ: Lawrence Erlbaum Dozier, D. M., Grunig, L. A., & Grunig, J. E. (1995). Manager's guide to excellence in public relations and communication management. N.J:Lawrence Erlbaum |
| 语艺学派         | 天普大学 休斯敦大学 | Robert Heath Elizabeth Toth Carl Botan Gabriel Vasquez                                                 | Toth, E. L., & Heath, R. L. (Eds.) (1992). Rhetorical and critical approaches to public relations. NJ: Lawrence Er l baum Heath, R. L. (1997). Strategic issues management. CA: Sage. |
| 整合行销传播学派 | 西北大学            | Don Schultz Stanley-Tannenbaum Robert Lauterborn Clarke Caywood Tomas Duncan Doug Newsom Thomas Harris | Schultz, D. E., Tannenbaum, S. I., & Lauterborn, R. F. (1993). Integrated marketing communication Lincolnwood, IL: NTC Business Books |